# Campeonato de Primera División 1940 (Argentina)
El Campeonato de Primera División 1940, denominado oficialmente Copa Campeonato 1940, fue la décima temporada y el duodécimo torneo de la era profesional de la Primera División de Argentina. Dio inicio el 7 de abril y finalizó el 22 de diciembre, con la disputa de dos ruedas de todos contra todos.
El Club Atlético Boca Juniors fue el campeón, conducido por el entrenador Enrique Sobral, en el año de la inauguración de La Bombonera, en la que ganó los trece partidos que jugó como local. La consagración se produjo tres fechas antes del final del certamen, con un triunfo por 5 a 2 frente al Club Atlético Independiente, el que, paradójicamente, le había infligido la peor derrota histórica del ciclo profesional, al haberlo vencido por 7 a 1 en la primera rueda. 
Los descendidos a Segunda División fueron el Club Atlético Chacarita Juniors y el Club Atlético Vélez Sarsfield, que ocuparon las últimas posiciones al final del torneo. Este último por única vez en su historia, luego de participar en Primera División ininterrumpidamente desde su incorporación en 1919; aunque le costó tres años regresar a primera.

## Ascensos y descensos
| Pos | Equipo ascendido |
| --- | ---------------- |
| 1.º | Banfield         |

| Pos  | Equipo descendido en la temporada 1939 |
| ---- | -------------------------------------- |
| 18.º | Argentino de Quilmes                   |

## Equipos
| Equipo             | Ciudad       |
| ------------------ | ------------ |
| Atlanta            | Buenos Aires |
| Banfield           | Banfield     |
| Boca Juniors       | Buenos Aires |
| Chacarita Juniors  | Buenos Aires |
| Estudiantes        | La Plata     |
| Ferro Carril Oeste | Buenos Aires |
| Gimnasia y Esgrima | La Plata     |
| Huracán            | Buenos Aires |
| Independiente      | Avellaneda   |
| Lanús              | Lanús        |
| Newell's Old Boys  | Rosario      |
| Platense           | Buenos Aires |
| Racing Club        | Avellaneda   |
| River Plate        | Buenos Aires |
| Rosario Central    | Rosario      |
| San Lorenzo        | Buenos Aires |
| Tigre              | Victoria     |
| Vélez Sarsfield    | Buenos Aires |

### Distribución geográfica de los equipos
| Región                 | Cant. | Equipos |
| ---------------------- | ----- | --- |
| Ciudad de Buenos Aires | 9     | Atlanta, Boca Juniors, Chacarita Juniors, Ferro Carril Oeste, Huracán, Platense, River Plate, San Lorenzo y Vélez Sarsfield |
| Conurbano bonaerense   | 5     | Banfield, Independiente, Lanús, Racing Club y Tigre                                                                         |
| Ciudad de La Plata     | 2     | Estudiantes y Gimnasia y Esgrima                                                                                            |
| Ciudad de Rosario      | 2     | Newell's Old Boys y Rosario Central                                                                                         |

## Tabla de posiciones final
| Pos. | Equipo                  | Pts. | PJ | PG | PE | PP | GF | GC | Dif. |
| ---- | ----------------------- | ---- | -- | -- | -- | -- | -- | -- | ---- |
| 1.º  | Boca Juniors            | 55   | 34 | 24 | 7  | 3  | 85 | 36 | 49   |
| 2.º  | Independiente           | 47   | 34 | 20 | 7  | 7  | 89 | 49 | 40   |
| 3.º  | River Plate             | 42   | 34 | 17 | 8  | 9  | 92 | 54 | 38   |
| 4.º  | Huracán                 | 42   | 34 | 19 | 4  | 11 | 79 | 62 | 17   |
| 5.º  | Racing Club             | 41   | 34 | 18 | 5  | 11 | 84 | 67 | 17   |
| 6.º  | Estudiantes (LP)        | 39   | 34 | 18 | 3  | 13 | 80 | 72 | 8    |
| 7.º  | Gimnasia y Esgrima (LP) | 38   | 34 | 17 | 4  | 13 | 76 | 86 | −10  |
| 8.º  | Newell's Old Boys       | 37   | 34 | 14 | 9  | 11 | 69 | 61 | 8    |
| 9.º  | San Lorenzo             | 30   | 34 | 11 | 8  | 15 | 62 | 65 | −3   |
| 10.º | Banfield                | 29   | 34 | 11 | 7  | 16 | 67 | 60 | 7    |
| 11.º | Tigre                   | 29   | 34 | 13 | 3  | 18 | 75 | 86 | −11  |
| 12.º | Platense                | 29   | 34 | 12 | 5  | 17 | 51 | 68 | −17  |
| 13.º | Rosario Central         | 27   | 34 | 11 | 5  | 18 | 59 | 75 | −16  |
| 14.º | Ferro Carril Oeste      | 27   | 34 | 10 | 7  | 17 | 58 | 75 | −17  |
| 15.º | Lanús                   | 27   | 34 | 12 | 3  | 19 | 73 | 97 | −24  |
| 16.º | Atlanta                 | 26   | 34 | 11 | 4  | 19 | 57 | 87 | −30  |
| 17.º | Vélez Sarsfield         | 25   | 34 | 11 | 3  | 20 | 49 | 83 | −34  |
| 18.º | Chacarita Juniors       | 22   | 34 | 8  | 6  | 20 | 38 | 60 | −22  |

|  | Campeón.                         |
|  | Descendió a la Segunda División. |

## Resultados

### Primera rueda
| Fecha 1                 | Fecha 1   | Fecha 1                     | Fecha 1                 | Fecha 1    |
| Local                   | Resultado | Visitante                   | Estadio                 | Fecha      |
| ----------------------- | --------- | --------------------------- | ----------------------- | ---------- |
| River Plate             | 1 - 2     | Independiente               | River Plate             | 7 de abril |
| Atlanta                 | 5 - 1     | Gimnasia y Esgrima La Plata | Atlanta                 | 7 de abril |
| Lanús                   | 6 - 5     | Rosario Central             | Lanús                   | 7 de abril |
| Boca Juniors            | 3 - 2     | Tigre                       | Boca Juniors            | 7 de abril |
| Estudiantes de La Plata | 1 - 1     | Chacarita Juniors           | Estudiantes de La Plata | 7 de abril |
| Racing Club             | 2 - 1     | Platense                    | Racing Club             | 7 de abril |
| Huracán                 | 2 - 4     | San Lorenzo                 | Huracán                 | 7 de abril |
| Vélez Sarsfield         | G - P     | Ferro Carril Oeste          | Vélez Sarsfield         | 7 de abril |
| Newell's Old Boys       | G - P     | Banfield                    | Newell's Old Boys       | 7 de abril |

| Fecha 2                     | Fecha 2   | Fecha 2                 | Fecha 2                     | Fecha 2     |
| Local                       | Resultado | Visitante               | Estadio                     | Fecha       |
| --------------------------- | --------- | ----------------------- | --------------------------- | ----------- |
| Racing Club                 | 6 - 3     | River Plate             | Racing Club                 | 14 de abril |
| Platense                    | 2 - 1     | Estudiantes de La Plata | Platense                    | 14 de abril |
| Gimnasia y Esgrima La Plata | 1 - 1     | Independiente           | Gimnasia y Esgrima La Plata | 14 de abril |
| Ferro Carril Oeste          | 2 - 4     | Huracán                 | Ferro Carril Oeste          | 14 de abril |
| Chacarita Juniors           | 0 - 2     | Newell's Old Boys       | Chacarita Juniors           | 14 de abril |
| San Lorenzo                 | 2 - 2     | Boca Juniors            | San Lorenzo                 | 14 de abril |
| Tigre                       | 3 - 2     | Lanús                   | Tigre                       | 14 de abril |
| Rosario Central             | 2 - 0     | Atlanta                 | Rosario Central             | 2 de mayo   |
| Banfield                    | P - G     | Vélez Sarsfield         | Banfield                    | 2 de mayo   |

| Fecha 3                 | Fecha 3   | Fecha 3                     | Fecha 3                 | Fecha 3     |
| Local                   | Resultado | Visitante                   | Estadio                 | Fecha       |
| ----------------------- | --------- | --------------------------- | ----------------------- | ----------- |
| River Plate             | 1 - 1     | Gimnasia y Esgrima La Plata | River Plate             | 21 de abril |
| Independiente           | 3 - 2     | Rosario Central             | Independiente           | 21 de abril |
| Atlanta                 | 2 - 0     | Tigre                       | Atlanta                 | 21 de abril |
| Newell's Old Boys       | 2 - 2     | Platense                    | Newell's Old Boys       | 21 de abril |
| Vélez Sarsfield         | 1 - 2     | Chacarita Juniors           | Vélez Sarsfield         | 21 de abril |
| Estudiantes de La Plata | 1 - 0     | Racing Club                 | Estudiantes de La Plata | 21 de abril |
| Lanús                   | 1 - 5     | San Lorenzo                 | Lanús                   | 21 de abril |
| Boca Juniors            | 1 - 1     | Ferro Carril Oeste          | Ferro Carril Oeste      | 21 de abril |
| Huracán                 | G - P     | Banfield                    | Huracán                 | 21 de abril |

| Fecha 4                 | Fecha 4   | Fecha 4                     | Fecha 4                 | Fecha 4     |
| Local                   | Resultado | Visitante                   | Estadio                 | Fecha       |
| ----------------------- | --------- | --------------------------- | ----------------------- | ----------- |
| Estudiantes de La Plata | 2 - 1     | River Plate                 | Estudiantes de La Plata | 28 de abril |
| Ferro Carril Oeste      | 3 - 1     | Lanús                       | Ferro Carril Oeste      | 28 de abril |
| Racing Club             | 1 - 2     | Newell's Old Boys           | Racing Club             | 28 de abril |
| Tigre                   | 1 - 3     | Independiente               | Tigre                   | 28 de abril |
| Chacarita Juniors       | 4 - 1     | Huracán                     | Chacarita Juniors       | 28 de abril |
| Platense                | 0 - 1     | Vélez Sarsfield             | Platense                | 28 de abril |
| San Lorenzo             | 2 - 4     | Atlanta                     | San Lorenzo             | 28 de abril |
| Rosario Central         | 0 - 1     | Gimnasia y Esgrima La Plata | Rosario Central         | 28 de abril |
| Banfield                | P - G     | Boca Juniors                | Banfield                | 28 de abril |

| Fecha 5                     | Fecha 5   | Fecha 5                 | Fecha 5                     | Fecha 5   |
| Local                       | Resultado | Visitante               | Estadio                     | Fecha     |
| --------------------------- | --------- | ----------------------- | --------------------------- | --------- |
| Independiente               | 3 - 0     | San Lorenzo de Almagro  | Independiente               | 5 de mayo |
| Boca Juniors                | 2 - 0     | Chacarita Juniors       | Boca Juniors                | 5 de mayo |
| Vélez Sarsfield             | 3 - 1     | Racing Club             | Vélez Sarsfield             | 5 de mayo |
| Gimnasia y Esgrima La Plata | 7 - 1     | Tigre                   | Gimnasia y Esgrima La Plata | 5 de mayo |
| River Plate                 | 2 - 0     | Rosario Central         | River Plate                 | 5 de mayo |
| Atlanta                     | 2 - 4     | Ferro Carril Oeste      | Atlanta                     | 5 de mayo |
| Huracán                     | 2 - 0     | Platense                | Huracán                     | 5 de mayo |
| Newell's Old Boys           | 1 - 3     | Estudiantes de La Plata | Newell's Old Boys           | 5 de mayo |
| Lanús                       | 0 - 5     | Banfield                | Lanús                       | 5 de mayo |

| Fecha 6                 | Fecha 6   | Fecha 6                     | Fecha 6                 | Fecha 6    |
| Local                   | Resultado | Visitante                   | Estadio                 | Fecha      |
| ----------------------- | --------- | --------------------------- | ----------------------- | ---------- |
| Newell's Old Boys       | 5 - 2     | River Plate                 | Newell's Old Boys       | 12 de mayo |
| Estudiantes de La Plata | 4 - 2     | Vélez Sarsfield             | Estudiantes de La Plata | 12 de mayo |
| Banfield                | 7 - 3     | Atlanta                     | Talleres (RE)           | 12 de mayo |
| Tigre                   | 7 - 2     | Rosario Central             | Tigre                   | 12 de mayo |
| Ferro Carril Oeste      | 1 - 2     | Independiente               | Ferro Carril Oeste      | 12 de mayo |
| Chacarita Juniors       | 1 - 0     | Lanús                       | Chacarita Juniors       | 12 de mayo |
| San Lorenzo de Almagro  | 0 - 1     | Gimnasia y Esgrima La Plata | San Lorenzo de Almagro  | 12 de mayo |
| Platense                | 2 - 1     | Boca Juniors                | Platense                | 12 de mayo |
| Racing Club             | 1 - 0     | Huracán                     | Racing Club             | 12 de mayo |

| Fecha 7                     | Fecha 7   | Fecha 7                 | Fecha 7                     | Fecha 7    |
| Local                       | Resultado | Visitante               | Estadio                     | Fecha      |
| --------------------------- | --------- | ----------------------- | --------------------------- | ---------- |
| Gimnasia y Esgrima La Plata | 5 - 4     | Ferro Carril Oeste      | Gimnasia y Esgrima La Plata | 19 de mayo |
| River Plate                 | 5 - 2     | Tigre                   | River Plate                 | 19 de mayo |
| Huracán                     | 6 - 0     | Estudiantes de La Plata | Huracán                     | 19 de mayo |
| Atlanta                     | 1 - 6     | Chacarita Juniors       | Atlanta                     | 19 de mayo |
| Lanús                       | 1 - 2     | Platense                | Lanús                       | 19 de mayo |
| Vélez Sarsfield             | 1 - 3     | Newell's Old Boys       | Vélez Sarsfield             | 19 de mayo |
| Rosario Central             | 1 - 0     | San Lorenzo de Almagro  | Rosario Central             | 19 de mayo |
| Independiente               | 1 - 2     | Banfield                | Independiente               | 19 de mayo |
| Boca Juniors                | 4 - 1     | Racing Club             | Boca Juniors                | 19 de mayo |

| Fecha 8                 | Fecha 8   | Fecha 8                     | Fecha 8                 | Fecha 8    |
| Local                   | Resultado | Visitante                   | Estadio                 | Fecha      |
| ----------------------- | --------- | --------------------------- | ----------------------- | ---------- |
| Racing Club             | 6 - 5     | Lanús                       | Racing Club             | 23 de mayo |
| San Lorenzo de Almagro  | 4 - 3     | Tigre                       | San Lorenzo de Almagro  | 23 de mayo |
| Banfield                | 1 - 2     | Gimnasia y Esgrima La Plata | Banfield                | 23 de mayo |
| Chacarita Juniors       | 1 - 3     | Independiente               | Chacarita Juniors       | 23 de mayo |
| Estudiantes de La Plata | 1 - 1     | Boca Juniors                | Estudiantes de La Plata | 23 de mayo |
| Platense                | 2 - 1     | Atlanta                     | Platense                | 23 de mayo |
| Ferro Carril Oeste      | 2 - 1     | Rosario Central             | Ferro Carril Oeste      | 23 de mayo |
| Vélez Sarsfield         | 5 - 2     | River Plate                 | Vélez Sarsfield         | 26 de mayo |
| Newell's Old Boys       | 1 - 1     | Huracán                     | Rosario Central         | 26 de mayo |

| Fecha 9                     | Fecha 9   | Fecha 9                 | Fecha 9                     | Fecha 9    |
| Local                       | Resultado | Visitante               | Estadio                     | Fecha      |
| --------------------------- | --------- | ----------------------- | --------------------------- | ---------- |
| Huracán                     | 4 - 1     | Vélez Sarsfield         | Huracán                     | 30 de mayo |
| Lanús                       | 8 - 3     | Estudiantes de La Plata | Lanús                       | 30 de mayo |
| Rosario Central             | 3 - 2     | Banfield                | Rosario Central             | 30 de mayo |
| Independiente               | 1 - 3     | Platense                | Independiente               | 30 de mayo |
| Gimnasia y Esgrima La Plata | 2 - 1     | Chacarita Juniors       | Gimnasia y Esgrima La Plata | 30 de mayo |
| Tigre                       | 0 - 1     | Ferro Carril Oeste      | Tigre                       | 30 de mayo |
| River Plate                 | 2 - 1     | San Lorenzo de Almagro  | River Plate                 | 30 de mayo |
| Atlanta                     | 1 - 1     | Racing Club             | Atlanta                     | 30 de mayo |
| Boca Juniors                | 2 - 0     | Newell's Old Boys       | Boca Juniors                | 30 de mayo |

| Fecha 10                | Fecha 10  | Fecha 10                    | Fecha 10                | Fecha 10    |
| Local                   | Resultado | Visitante                   | Estadio                 | Fecha       |
| ----------------------- | --------- | --------------------------- | ----------------------- | ----------- |
| Newell's Old Boys       | 6 - 1     | Lanús                       | Newell's Old Boys       | 9 de junio  |
| Platense                | 3 - 2     | Gimnasia y Esgrima La Plata | Platense                | 16 de junio |
| Banfield                | 6 - 1     | Tigre                       | Banfield                | 16 de junio |
| Estudiantes de La Plata | 5 - 1     | Atlanta                     | Estudiantes de La Plata | 16 de junio |
| Ferro Carril Oeste      | 2 - 3     | San Lorenzo de Almagro      | Ferro Carril Oeste      | 16 de junio |
| Huracán                 | 4 - 0     | River Plate                 | Huracán                 | 16 de junio |
| Vélez Sarsfield         | 0 - 0     | Boca Juniors                | Vélez Sarsfield         | 16 de junio |
| Racing Club             | 1 - 1     | Independiente               | Racing Club             | 16 de junio |
| Chacarita Juniors       | 1 - 3     | Rosario Central             | Chacarita Juniors       | 16 de junio |

| Fecha 11                    | Fecha 11  | Fecha 11                | Fecha 11                    | Fecha 11    |
| Local                       | Resultado | Visitante               | Estadio                     | Fecha       |
| --------------------------- | --------- | ----------------------- | --------------------------- | ----------- |
| Gimnasia y Esgrima La Plata | 3 - 2     | Racing Club             | Gimnasia y Esgrima La Plata | 23 de junio |
| Independiente               | 8 - 1     | Estudiantes de La Plata | Independiente               | 23 de junio |
| Tigre                       | 4 - 1     | Chacarita Juniors       | Tigre                       | 23 de junio |
| San Lorenzo de Almagro      | 2 - 2     | Banfield                | San Lorenzo de Almagro      | 23 de junio |
| Boca Juniors                | 3 - 0     | Huracán                 | Boca Juniors                | 23 de junio |
| River Plate                 | 1 - 1     | Ferro Carril Oeste      | River Plate                 | 23 de junio |
| Rosario Central             | 1 - 1     | Platense                | Rosario Central             | 23 de junio |
| Atlanta                     | 1 - 1     | Newell's Old Boys       | Atlanta                     | 23 de junio |
| Lanús                       | 2 - 1     | Vélez Sarsfield         | Lanús                       | 23 de junio |

| Fecha 12                | Fecha 12  | Fecha 12                    | Fecha 12                | Fecha 12    |
| Local                   | Resultado | Visitante                   | Estadio                 | Fecha       |
| ----------------------- | --------- | --------------------------- | ----------------------- | ----------- |
| Huracán                 | 4 - 3     | Lanús                       | Huracán                 | 30 de junio |
| Vélez Sarsfield         | 3 - 2     | Atlanta                     | Vélez Sarsfield         | 30 de junio |
| Racing Club             | 5 - 0     | Rosario Central             | Racing Club             | 30 de junio |
| Platense                | 4 - 3     | Tigre                       | Platense                | 30 de junio |
| Newell's Old Boys       | 1 - 1     | Independiente               | Newell's Old Boys       | 30 de junio |
| Estudiantes de La Plata | 2 - 1     | Gimnasia y Esgrima La Plata | Estudiantes de La Plata | 30 de junio |
| Boca Juniors            | 3 - 1     | River Plate                 | Boca Juniors            | 30 de junio |
| Chacarita Juniors       | 1 - 1     | San Lorenzo de Almagro      | Chacarita Juniors       | 30 de junio |
| Banfield                | 0 - 0     | Ferro Carril Oeste          | Banfield                | 30 de junio |

| Fecha 13                    | Fecha 13  | Fecha 13                | Fecha 13                    | Fecha 13   |
| Local                       | Resultado | Visitante               | Estadio                     | Fecha      |
| --------------------------- | --------- | ----------------------- | --------------------------- | ---------- |
| River Plate                 | 6 - 0     | Banfield                | River Plate                 | 7 de julio |
| Lanús                       | 2 - 4     | Boca Juniors            | Lanús                       | 7 de julio |
| Tigre                       | 3 - 2     | Racing Club             | Tigre                       | 7 de julio |
| Gimnasia y Esgrima La Plata | 3 - 2     | Newell's Old Boys       | Gimnasia y Esgrima La Plata | 7 de julio |
| Independiente               | 5 - 0     | Vélez Sarsfield         | Independiente               | 7 de julio |
| Ferro Carril Oeste          | 1 - 2     | Chacarita Juniors       | Ferro Carril Oeste          | 7 de julio |
| Atlanta                     | 0 - 1     | Huracán                 | Atlanta                     | 7 de julio |
| San Lorenzo de Almagro      | 0 - 2     | Platense                | San Lorenzo de Almagro      | 7 de julio |
| Rosario Central             | 5 - 3     | Estudiantes de La Plata | Rosario Central             | 7 de julio |

| Fecha 14                | Fecha 14  | Fecha 14                    | Fecha 14                | Fecha 14     |
| Local                   | Resultado | Visitante                   | Estadio                 | Fecha        |
| ----------------------- | --------- | --------------------------- | ----------------------- | ------------ |
| Newell's Old Boys       | 1 - 3     | Rosario Central             | Newell's Old Boys       | 14 de julio  |
| Estudiantes de La Plata | 1 - 2     | Tigre                       | Estudiantes de La Plata | 14 de julio  |
| Racing Club             | 2 - 0     | San Lorenzo de Almagro      | Racing Club             | 14 de julio  |
| Platense                | 2 - 4     | Ferro Carril Oeste          | Platense                | 14 de julio  |
| Boca Juniors            | 4 - 1     | Atlanta                     | Boca Juniors            | 8 de agosto  |
| Vélez Sarsfield         | 1 - 3     | Gimnasia y Esgrima La Plata | Vélez Sarsfield         | 11 de agosto |
| Chacarita Juniors       | 0 - 2     | Banfield                    | Chacarita Juniors       | 11 de agosto |
| Lanús                   | 1 - 1     | River Plate                 | Lanús                   | 11 de agosto |
| Huracán                 | 1 - 0     | Independiente               | Huracán                 | 11 de agosto |

| Fecha 15                    | Fecha 15  | Fecha 15                | Fecha 15                    | Fecha 15    |
| Local                       | Resultado | Visitante               | Estadio                     | Fecha       |
| --------------------------- | --------- | ----------------------- | --------------------------- | ----------- |
| Independiente               | 7 - 1     | Boca Juniors            | Independiente               | 21 de julio |
| Ferro Carril Oeste          | 2 - 4     | Racing Club             | Ferro Carril Oeste          | 21 de julio |
| River Plate                 | 4 - 1     | Chacarita Juniors       | River Plate                 | 21 de julio |
| Gimnasia y Esgrima La Plata | 3 - 5     | Huracán                 | Gimnasia y Esgrima La Plata | 21 de julio |
| Rosario Central             | 4 - 0     | Vélez Sarsfield         | Rosario Central             | 21 de julio |
| Tigre                       | 2 - 2     | Newell's Old Boys       | Tigre                       | 21 de julio |
| Atlanta                     | 2 - 4     | Lanús                   | Atlanta                     | 21 de julio |
| Banfield                    | 1 - 0     | Platense                | Talleres (RE)               | 21 de julio |
| San Lorenzo de Almagro      | 1 - 0     | Estudiantes de La Plata | San Lorenzo de Almagro      | 21 de julio |

| Fecha 16                | Fecha 16  | Fecha 16                    | Fecha 16                | Fecha 16    |
| Local                   | Resultado | Visitante                   | Estadio                 | Fecha       |
| ----------------------- | --------- | --------------------------- | ----------------------- | ----------- |
| Boca Juniors            | 8 - 2     | Gimnasia y Esgrima La Plata | Boca Juniors            | 28 de julio |
| Atlanta                 | 1 - 4     | River Plate                 | Atlanta                 | 28 de julio |
| Racing Club             | 4 - 2     | Banfield                    | Racing Club             | 28 de julio |
| Estudiantes de La Plata | 4 - 1     | Ferro Carril Oeste          | Estudiantes de La Plata | 28 de julio |
| Platense                | 3 - 2     | Chacarita Juniors           | Platense                | 28 de julio |
| Huracán                 | 2 - 0     | Rosario Central             | Huracán                 | 28 de julio |
| Newell's Old Boys       | 1 - 3     | San Lorenzo de Almagro      | Newell's Old Boys       | 28 de julio |
| Vélez Sarsfield         | 3 - 2     | Tigre                       | Vélez Sarsfield         | 28 de julio |
| Lanús                   | 0 - 2     | Independiente               | Lanús                   | 31 de julio |

| Fecha 17                    | Fecha 17  | Fecha 17                | Fecha 17                    | Fecha 17     |
| Local                       | Resultado | Visitante               | Estadio                     | Fecha        |
| --------------------------- | --------- | ----------------------- | --------------------------- | ------------ |
| Banfield                    | 3 - 2     | Estudiantes de La Plata | Talleres (RE)               | 4 de agosto  |
| Ferro Carril Oeste          | 2 - 2     | Newell's Old Boys       | Ferro Carril Oeste          | 4 de agosto  |
| San Lorenzo de Almagro      | 3 - 0     | Vélez Sarsfield         | San Lorenzo de Almagro      | 4 de agosto  |
| River Plate                 | 1 - 1     | Platense                | River Plate                 | 4 de agosto  |
| Tigre                       | 0 - 1     | Huracán                 | Tigre                       | 4 de agosto  |
| Chacarita Juniors           | 0 - 0     | Racing Club             | Chacarita Juniors           | 4 de agosto  |
| Gimnasia y Esgrima La Plata | 3 - 1     | Lanús                   | Gimnasia y Esgrima La Plata | 4 de agosto  |
| Independiente               | 2 - 0     | Atlanta                 | Independiente               | 4 de agosto  |
| Rosario Central             | 0 - 5     | Boca Juniors            | Rosario Central             | 11 de agosto |

### Segunda rueda
| Fecha 1                     | Fecha 1   | Fecha 1                 | Fecha 1                     | Fecha 1      |
| Local                       | Resultado | Visitante               | Estadio                     | Fecha        |
| --------------------------- | --------- | ----------------------- | --------------------------- | ------------ |
| San Lorenzo                 | 3 - 3     | Huracán                 | San Lorenzo                 | 18 de agosto |
| Tigre                       | 2 - 3     | Boca Juniors            | Tigre                       | 18 de agosto |
| Gimnasia y Esgrima La Plata | 6 - 3     | Atlanta                 | Gimnasia y Esgrima La Plata | 18 de agosto |
| Ferro Carril Oeste          | 3 - 2     | Vélez Sarsfield         | Ferro Carril Oeste          | 18 de agosto |
| Banfield                    | 5 - 0     | Newell's Old Boys       | Talleres (RE)               | 18 de agosto |
| Platense                    | 0 - 3     | Racing Club             | Platense                    | 18 de agosto |
| Independiente               | 2 - 2     | River Plate             | Independiente               | 18 de agosto |
| Rosario Central             | 2 - 3     | Lanús                   | Rosario Central             | 18 de agosto |
| Chacarita Juniors           | 0 - 1     | Estudiantes de La Plata | Chacarita Juniors           | 18 de agosto |

| Fecha 2                 | Fecha 2   | Fecha 2                     | Fecha 2                 | Fecha 2      |
| Local                   | Resultado | Visitante                   | Estadio                 | Fecha        |
| ----------------------- | --------- | --------------------------- | ----------------------- | ------------ |
| River Plate             | 5 - 1     | Racing Club                 | River Plate             | 25 de agosto |
| Boca Juniors            | 4 - 1     | San Lorenzo                 | Boca Juniors            | 25 de agosto |
| Vélez Sarsfield         | 3 - 3     | Banfield                    | Vélez Sarsfield         | 25 de agosto |
| Atlanta                 | 1 - 0     | Rosario Central             | Atlanta                 | 25 de agosto |
| Estudiantes de La Plata | 6 - 1     | Platense                    | Estudiantes de La Plata | 25 de agosto |
| Independiente           | 4 - 2     | Gimnasia y Esgrima La Plata | Independiente           | 25 de agosto |
| Huracán                 | 6 - 2     | Ferro Carril Oeste          | Huracán                 | 25 de agosto |
| Newell's Old Boys       | 4 - 0     | Chacarita Juniors           | Newell's Old Boys       | 25 de agosto |
| Lanús                   | 4 - 0     | Tigre                       | Lanús                   | 25 de agosto |

| Fecha 3                     | Fecha 3   | Fecha 3                 | Fecha 3                     | Fecha 3         |
| Local                       | Resultado | Visitante               | Estadio                     | Fecha           |
| --------------------------- | --------- | ----------------------- | --------------------------- | --------------- |
| Platense                    | 2 - 3     | Newell's Old Boys       | Platense                    | 1 de septiembre |
| Racing Club                 | 1 - 3     | Estudiantes de La Plata | Racing Club                 | 1 de septiembre |
| Chacarita Juniors           | 1 - 0     | Vélez Sarsfield         | Chacarita Juniors           | 1 de septiembre |
| San Lorenzo                 | 1 - 4     | Lanús                   | San Lorenzo                 | 1 de septiembre |
| Rosario Central             | 2 - 2     | Independiente           | Rosario Central             | 1 de septiembre |
| Banfield                    | 1 - 4     | Huracán                 | Talleres (RE)               | 1 de septiembre |
| Gimnasia y Esgrima La Plata | 0 - 2     | River Plate             | Gimnasia y Esgrima La Plata | 1 de septiembre |
| Ferro Carril Oeste          | 0 - 3     | Boca Juniors            | Ferro Carril Oeste          | 1 de septiembre |
| Tigre                       | 1 - 0     | Atlanta                 | Tigre                       | 1 de septiembre |

| Fecha 4                     | Fecha 4   | Fecha 4                 | Fecha 4                     | Fecha 4          |
| Local                       | Resultado | Visitante               | Estadio                     | Fecha            |
| --------------------------- | --------- | ----------------------- | --------------------------- | ---------------- |
| Newell's Old Boys           | 1 - 0     | Racing Club             | Newell's Old Boys           | 8 de septiembre  |
| Independiente               | 3 - 3     | Tigre                   | Independiente               | 15 de septiembre |
| Lanús                       | 3 - 2     | Ferro Carril Oeste      | Lanús                       | 15 de septiembre |
| Vélez Sarsfield             | 0 - 2     | Platense                | Vélez Sarsfield             | 15 de septiembre |
| Gimnasia y Esgrima La Plata | 2 - 2     | Rosario Central         | Gimnasia y Esgrima La Plata | 15 de septiembre |
| Boca Juniors                | 1 - 0     | Banfield                | Boca Juniors                | 15 de septiembre |
| River Plate                 | 3 - 0     | Estudiantes de La Plata | River Plate                 | 15 de septiembre |
| Atlanta                     | 1 - 2     | San Lorenzo             | Atlanta                     | 15 de septiembre |
| Huracán                     | 0 - 2     | Chacarita Juniors       | Huracán                     | 15 de septiembre |

| Fecha 5                 | Fecha 5   | Fecha 5                     | Fecha 5                 | Fecha 5          |
| Local                   | Resultado | Visitante                   | Estadio                 | Fecha            |
| ----------------------- | --------- | --------------------------- | ----------------------- | ---------------- |
| San Lorenzo             | 2 - 4     | Independiente               | San Lorenzo             | 22 de septiembre |
| Platense                | 2 - 4     | Huracán                     | Platense                | 22 de septiembre |
| Banfield                | 5 - 0     | Lanús                       | Talleres (RE)           | 22 de septiembre |
| Racing Club             | 4 - 2     | Vélez Sarsfield             | Racing Club             | 22 de septiembre |
| Rosario Central         | 1 - 1     | River Plate                 | Rosario Central         | 22 de septiembre |
| Estudiantes de La Plata | 4 - 2     | Newell's Old Boys           | Estudiantes de La Plata | 22 de septiembre |
| Tigre                   | 4 - 1     | Gimnasia y Esgrima La Plata | Tigre                   | 22 de septiembre |
| Ferro Carril Oeste      | 0 - 2     | Atlanta                     | Ferro Carril Oeste      | 22 de septiembre |
| Chacarita Juniors       | P - G     | Boca Juniors                | Chacarita Juniors       | 22 de septiembre |

| Fecha 6                     | Fecha 6   | Fecha 6                 | Fecha 6                     | Fecha 6          |
| Local                       | Resultado | Visitante               | Estadio                     | Fecha            |
| --------------------------- | --------- | ----------------------- | --------------------------- | ---------------- |
| Huracán                     | 1 - 2     | Racing Club             | Huracán                     | 29 de septiembre |
| River Plate                 | 2 - 1     | Newell's Old Boys       | River Plate                 | 29 de septiembre |
| Boca Juniors                | 2 - 0     | Platense                | Boca Juniors                | 29 de septiembre |
| Gimnasia y Esgrima La Plata | 3 - 1     | San Lorenzo de Almagro  | Gimnasia y Esgrima La Plata | 29 de septiembre |
| Atlanta                     | 1 - 0     | Banfield                | Atlanta                     | 29 de septiembre |
| Independiente               | 3 - 0     | Ferro Carril Oeste      | Independiente               | 29 de septiembre |
| Vélez Sarsfield             | 1 - 4     | Estudiantes de La Plata | Vélez Sarsfield             | 29 de septiembre |
| Rosario Central             | 4 - 2     | Tigre                   | Rosario Central             | 29 de septiembre |
| Lanús                       | G - P     | Chacarita Juniors       | Lanús                       | 29 de septiembre |

| Fecha 7                 | Fecha 7   | Fecha 7                     | Fecha 7                 | Fecha 7      |
| Local                   | Resultado | Visitante                   | Estadio                 | Fecha        |
| ----------------------- | --------- | --------------------------- | ----------------------- | ------------ |
| Racing Club             | 3 - 1     | Boca Juniors                | Racing Club             | 6 de octubre |
| Estudiantes de La Plata | 5 - 1     | Huracán                     | Estudiantes de La Plata | 6 de octubre |
| Tigre                   | 4 - 2     | River Plate                 | Tigre                   | 6 de octubre |
| Platense                | 1 - 1     | Lanús                       | Platense                | 6 de octubre |
| Banfield                | 0 - 1     | Independiente               | Banfield                | 6 de octubre |
| San Lorenzo de Almagro  | 3 - 3     | Rosario Central             | San Lorenzo de Almagro  | 6 de octubre |
| Newell's Old Boys       | 3 - 1     | Vélez Sarsfield             | Newell's Old Boys       | 6 de octubre |
| Ferro Carril Oeste      | 4 - 1     | Gimnasia y Esgrima La Plata | Ferro Carril Oeste      | 6 de octubre |
| Chacarita Juniors       | P - G     | Atlanta                     | Chacarita Juniors       | 6 de octubre |

| Fecha 8                     | Fecha 8   | Fecha 8                 | Fecha 8                     | Fecha 8       |
| Local                       | Resultado | Visitante               | Estadio                     | Fecha         |
| --------------------------- | --------- | ----------------------- | --------------------------- | ------------- |
| Boca Juniors                | 4 - 2     | Estudiantes de La Plata | Boca Juniors                | 20 de octubre |
| Rosario Central             | 3 - 1     | Ferro Carril Oeste      | Rosario Central             | 20 de octubre |
| Atlanta                     | 3 - 1     | Platense                | Atlanta                     | 20 de octubre |
| Gimnasia y Esgrima La Plata | 3 - 2     | Banfield                | Gimnasia y Esgrima La Plata | 20 de octubre |
| Tigre                       | 1 - 0     | San Lorenzo de Almagro  | Ferro Carril Oeste          | 20 de octubre |
| Huracán                     | 4 - 4     | Newell's Old Boys       | Huracán                     | 20 de octubre |
| River Plate                 | 4 - 0     | Vélez Sarsfield         | River Plate                 | 20 de octubre |
| Lanús                       | 4 - 1     | Racing Club             | Lanús                       | 20 de octubre |
| Independiente               | G - P     | Chacarita Juniors       | Independiente               | 20 de octubre |

| Fecha 9                 | Fecha 9   | Fecha 9                     | Fecha 9                 | Fecha 9       |
| Local                   | Resultado | Visitante                   | Estadio                 | Fecha         |
| ----------------------- | --------- | --------------------------- | ----------------------- | ------------- |
| San Lorenzo de Almagro  | 0 - 0     | River Plate                 | San Lorenzo de Almagro  | 27 de octubre |
| Newell's Old Boys       | 0 - 1     | Boca Juniors                | Newell's Old Boys       | 27 de octubre |
| Platense                | 0 - 0     | Independiente               | Platense                | 27 de octubre |
| Estudiantes de La Plata | 6 - 1     | Lanús                       | Estudiantes de La Plata | 27 de octubre |
| Vélez Sarsfield         | 3 - 0     | Huracán                     | Vélez Sarsfield         | 27 de octubre |
| Ferro Carril Oeste      | 1 - 2     | Tigre                       | Ferro Carril Oeste      | 27 de octubre |
| Banfield                | 3 - 1     | Rosario Central             | Banfield                | 27 de octubre |
| Racing Club             | 5 - 2     | Atlanta                     | Racing Club             | 27 de octubre |
| Chacarita Juniors       | P - G     | Gimnasia y Esgrima La Plata | Chacarita Juniors       | 27 de octubre |

| Fecha 10                    | Fecha 10  | Fecha 10                | Fecha 10                    | Fecha 10       |
| Local                       | Resultado | Visitante               | Estadio                     | Fecha          |
| --------------------------- | --------- | ----------------------- | --------------------------- | -------------- |
| Independiente               | 7 - 0     | Racing Club             | Independiente               | 3 de noviembre |
| River Plate                 | 4 - 2     | Huracán                 | River Plate                 | 3 de noviembre |
| Boca Juniors                | 3 - 0     | Vélez Sarsfield         | Boca Juniors                | 3 de noviembre |
| Tigre                       | 3 - 2     | Banfield                | Tigre                       | 3 de noviembre |
| San Lorenzo de Almagro      | 1 - 2     | Ferro Carril Oeste      | San Lorenzo de Almagro      | 3 de noviembre |
| Gimnasia y Esgrima La Plata | 6 - 5     | Platense                | Gimnasia y Esgrima La Plata | 3 de noviembre |
| Atlanta                     | 2 - 2     | Estudiantes de La Plata | Atlanta                     | 3 de noviembre |
| Lanús                       | 2 - 2     | Newell's Old Boys       | Lanús                       | 3 de noviembre |
| Rosario Central             | G - P     | Chacarita Juniors       | Rosario Central             | 3 de noviembre |

| Fecha 11                | Fecha 11  | Fecha 11                    | Fecha 11                | Fecha 11        |
| Local                   | Resultado | Visitante                   | Estadio                 | Fecha           |
| ----------------------- | --------- | --------------------------- | ----------------------- | --------------- |
| Ferro Carril Oeste      | 1 - 4     | River Plate                 | San Lorenzo de Almagro  | 10 de noviembre |
| Banfield                | 2 - 2     | San Lorenzo de Almagro      | Banfield                | 10 de noviembre |
| Newell's Old Boys       | 1 - 4     | Atlanta                     | Newell's Old Boys       | 10 de noviembre |
| Racing Club             | 5 - 0     | Gimnasia y Esgrima La Plata | Racing Club             | 10 de noviembre |
| Vélez Sarsfield         | 2 - 1     | Lanús                       | Vélez Sarsfield         | 10 de noviembre |
| Platense                | 2 - 1     | Rosario Central             | Platense                | 10 de noviembre |
| Chacarita Juniors       | 1 - 1     | Tigre                       | Chacarita Juniors       | 10 de noviembre |
| Estudiantes de La Plata | 0 - 1     | Independiente               | Estudiantes de La Plata | 10 de noviembre |
| Huracán                 | 2 - 2     | Boca Juniors                | Huracán                 | 10 de noviembre |

| Fecha 12                    | Fecha 12  | Fecha 12                | Fecha 12                    | Fecha 12        |
| Local                       | Resultado | Visitante               | Estadio                     | Fecha           |
| --------------------------- | --------- | ----------------------- | --------------------------- | --------------- |
| Gimnasia y Esgrima La Plata | 1 - 4     | Estudiantes de La Plata | Gimnasia y Esgrima La Plata | 17 de noviembre |
| Rosario Central             | 2 - 3     | Racing Club             | Rosario Central             | 17 de noviembre |
| Ferro Carril Oeste          | 4 - 4     | Banfield                | Racing Club                 | 17 de noviembre |
| Lanús                       | 2 - 3     | Huracán                 | Lanús                       | 17 de noviembre |
| Tigre                       | 1 - 2     | Platense                | Tigre                       | 17 de noviembre |
| Atlanta                     | 2 - 2     | Vélez Sarsfield         | Atlanta                     | 17 de noviembre |
| San Lorenzo de Almagro      | 4 - 1     | Chacarita Juniors       | San Lorenzo de Almagro      | 17 de noviembre |
| Independiente               | 2 - 1     | Newell's Old Boys       | Independiente               | 17 de noviembre |
| River Plate                 | 1 - 1     | Boca Juniors            | River Plate                 | 17 de noviembre |

| Fecha 13                | Fecha 13  | Fecha 13                    | Fecha 13                | Fecha 13        |
| Local                   | Resultado | Visitante                   | Estadio                 | Fecha           |
| ----------------------- | --------- | --------------------------- | ----------------------- | --------------- |
| Newell's Old Boys       | 4 - 1     | Gimnasia y Esgrima La Plata | Newell's Old Boys       | 23 de noviembre |
| Vélez Sarsfield         | 5 - 4     | Independiente               | Vélez Sarsfield         | 24 de noviembre |
| Racing Club             | 4 - 3     | Tigre                       | Racing Club             | 24 de noviembre |
| Chacarita Juniors       | 2 - 2     | Ferro Carril Oeste          | Chacarita Juniors       | 24 de noviembre |
| Estudiantes de La Plata | 1 - 0     | Rosario Central             | Estudiantes de La Plata | 24 de noviembre |
| Boca Juniors            | 5 - 0     | Lanús                       | Boca Juniors            | 24 de noviembre |
| Banfield                | 2 - 1     | River Plate                 | Banfield                | 24 de noviembre |
| Platense                | 0 - 3     | San Lorenzo de Almagro      | Platense                | 24 de noviembre |
| Huracán                 | 1 - 2     | Atlanta                     | Huracán                 | 24 de noviembre |

| Fecha 14                    | Fecha 14  | Fecha 14                | Fecha 14                    | Fecha 14       |
| Local                       | Resultado | Visitante               | Estadio                     | Fecha          |
| --------------------------- | --------- | ----------------------- | --------------------------- | -------------- |
| River Plate                 | 7 - 1     | Lanús                   | River Plate                 | 1 de diciembre |
| Banfield                    | 4 - 4     | Chacarita Juniors       | Banfield                    | 1 de diciembre |
| San Lorenzo de Almagro      | 2 - 2     | Racing Club             | San Lorenzo de Almagro      | 1 de diciembre |
| Tigre                       | 4 - 0     | Estudiantes de La Plata | Tigre                       | 1 de diciembre |
| Independiente               | 0 - 1     | Huracán                 | Independiente               | 1 de diciembre |
| Atlanta                     | 0 - 3     | Boca Juniors            | Atlanta                     | 1 de diciembre |
| Rosario Central             | 0 - 2     | Newell's Old Boys       | Rosario Central             | 1 de diciembre |
| Ferro Carril Oeste          | 1 - 0     | Platense                | Ferro Carril Oeste          | 1 de diciembre |
| Gimnasia y Esgrima La Plata | 2 - 1     | Vélez Sarsfield         | Gimnasia y Esgrima La Plata | 1 de diciembre |

| Fecha 15                | Fecha 15  | Fecha 15                    | Fecha 15                | Fecha 15       |
| Local                   | Resultado | Visitante                   | Estadio                 | Fecha          |
| ----------------------- | --------- | --------------------------- | ----------------------- | -------------- |
| Boca Juniors            | 5 - 2     | Independiente               | Boca Juniors            | 8 de diciembre |
| Chacarita Juniors       | 0 - 7     | River Plate                 | Chacarita Juniors       | 8 de diciembre |
| Estudiantes de La Plata | 3 - 2     | San Lorenzo de Almagro      | Estudiantes de La Plata | 8 de diciembre |
| Newell's Old Boys       | 5 - 2     | Tigre                       | Newell's Old Boys       | 8 de diciembre |
| Huracán                 | 3 - 2     | Gimnasia y Esgrima La Plata | Huracán                 | 8 de diciembre |
| Lanús                   | 3 - 0     | Atlanta                     | Lanús                   | 8 de diciembre |
| Vélez Sarsfield         | 3 - 2     | Rosario Central             | Vélez Sarsfield         | 8 de diciembre |
| Platense                | 1 - 2     | Banfield                    | Platense                | 8 de diciembre |
| Racing Club             | 4 - 1     | Ferro Carril Oeste          | Racing Club             | 8 de diciembre |

| Fecha 16                    | Fecha 16  | Fecha 16                | Fecha 16                    | Fecha 16        |
| Local                       | Resultado | Visitante               | Estadio                     | Fecha           |
| --------------------------- | --------- | ----------------------- | --------------------------- | --------------- |
| Rosario Central             | 4 - 3     | Huracán                 | Rosario Central             | 14 de diciembre |
| San Lorenzo de Almagro      | 2 - 3     | Newell's Old Boys       | Huracán                     | 15 de diciembre |
| Tigre                       | 6 - 2     | Vélez Sarsfield         | Tigre                       | 15 de diciembre |
| Independiente               | 5 - 3     | Lanús                   | Independiente               | 15 de diciembre |
| River Plate                 | 7 - 1     | Atlanta                 | River Plate                 | 15 de diciembre |
| Chacarita Juniors           | 3 - 1     | Platense                | Chacarita Juniors           | 15 de diciembre |
| Ferro Carril Oeste          | 2 - 0     | Estudiantes de La Plata | Ferro Carril Oeste          | 15 de diciembre |
| Banfield                    | 2 - 2     | Racing Club             | Banfield                    | 15 de diciembre |
| Gimnasia y Esgrima La Plata | 1 - 1     | Boca Juniors            | Gimnasia y Esgrima La Plata | 15 de diciembre |

| Fecha 17                | Fecha 17  | Fecha 17                    | Fecha 17                | Fecha 17        |
| Local                   | Resultado | Visitante                   | Estadio                 | Fecha           |
| ----------------------- | --------- | --------------------------- | ----------------------- | --------------- |
| Huracán                 | 3 - 0     | Tigre                       | San Lorenzo de Almagro  | 17 de diciembre |
| Lanús                   | 3 - 4     | Gimnasia y Esgrima La Plata | San Lorenzo de Almagro  | 19 de diciembre |
| Estudiantes de La Plata | 5 - 2     | Banfield                    | Estudiantes de La Plata | 21 de diciembre |
| Newell's Old Boys       | 1 - 1     | Ferro Carril Oeste          | Newell's Old Boys       | 21 de diciembre |
| Platense                | 1 - 3     | River Plate                 | Platense                | 22 de diciembre |
| Racing Club             | 5 - 0     | Chacarita Juniors           | Racing Club             | 22 de diciembre |
| Atlanta                 | 6 - 4     | Independiente               | Atlanta                 | 22 de diciembre |
| Boca Juniors            | 2 - 0     | Rosario Central             | Boca Juniors            | 22 de diciembre |
| Vélez Sarsfield         | 0 - 2     | San Lorenzo de Almagro      | Vélez Sarsfield         | 22 de diciembre |

## Descensos y ascensos
Con el descenso de Chacarita Juniors y Vélez Sarsfield a Segunda División, al no haberse producido ningún ascenso, el número de participantes del Campeonato de Primera División 1941 se vio reducido a 16 equipos.

## Goleadores
| Jugador              | Jugador                | Goles | Equipo           |
| -------------------- | ---------------------- | ----- | ---------------- |
| Bandera de Paraguay  | Delfín Benítez Cáceres | 33    | Racing Club      |
| Bandera de España    | Isidro Lángara         | 33    | San Lorenzo      |
| Bandera de Argentina | Ángel Laferrara        | 30    | Estudiantes (LP) |
| Bandera de Argentina | Juan Andrés Marvezy    | 29    | Tigre            |
| Bandera de Paraguay  | Arsenio Erico          | 29    | Independiente    |

## Copas nacionales
Durante la temporada se disputó también la siguiente copa nacional:
- Copa Ibarguren: ganada por el Club Atlético Boca Juniors.